# Trnovský rybník
Trnovský rybník se nachází na Voldušském potoce v katastru obce Volduchy, má však více přítoků. Je využíván k rekreaci – na jeho břehu se nachází Intercamp Habr. Je zhruba 188 m dlouhý a 164 m široký. 
Na tomto rybníce se vyskytují četné druhy obojživelníků, např. skokan krátkonohý a celkově hodně druhů zvířat. Rybník je využíván pro lov ryb.
Tento rybník byl vytvořen na začátku 17. Století.